# McDonald’s w Rosji
McDonald’s w Rosji – amerykańska sieć fast-foodowa marki McDonald’s działająca na terenie Rosji w latach 1990–2022. W tym czasie sieć otworzyła w kraju 847 restauracji, z czego 84% z nich była własnością firmy, natomiast resztę obsługiwali franczyzobiorcy.
McDonald’s rozpoczął działalność na terenie ówczesnego ZSRR 31 stycznia 1990 roku. Działalność została zawieszona w marcu 2022, a 16 maja tego samego roku ostatecznie zakończona. Przedsiębiorstwo było największym podatnikiem w branży gastronomicznej w Rosji, odpowiając za około 25% dochodów podatkowych pochodzących z gastronomii. Po wycofaniu się przedsiębiorstwa z rosyjskiego rynku McDonald’s szacował swoje straty na 1,4 mld USD. Samo odejście z rosyjskiego rynku kosztowało firmę 127 mln USD.
Ostatnim dyrektorem generalnym przedsiębiorstwa McDonald’s w Rosji był Oleg Parojew.

## Historia

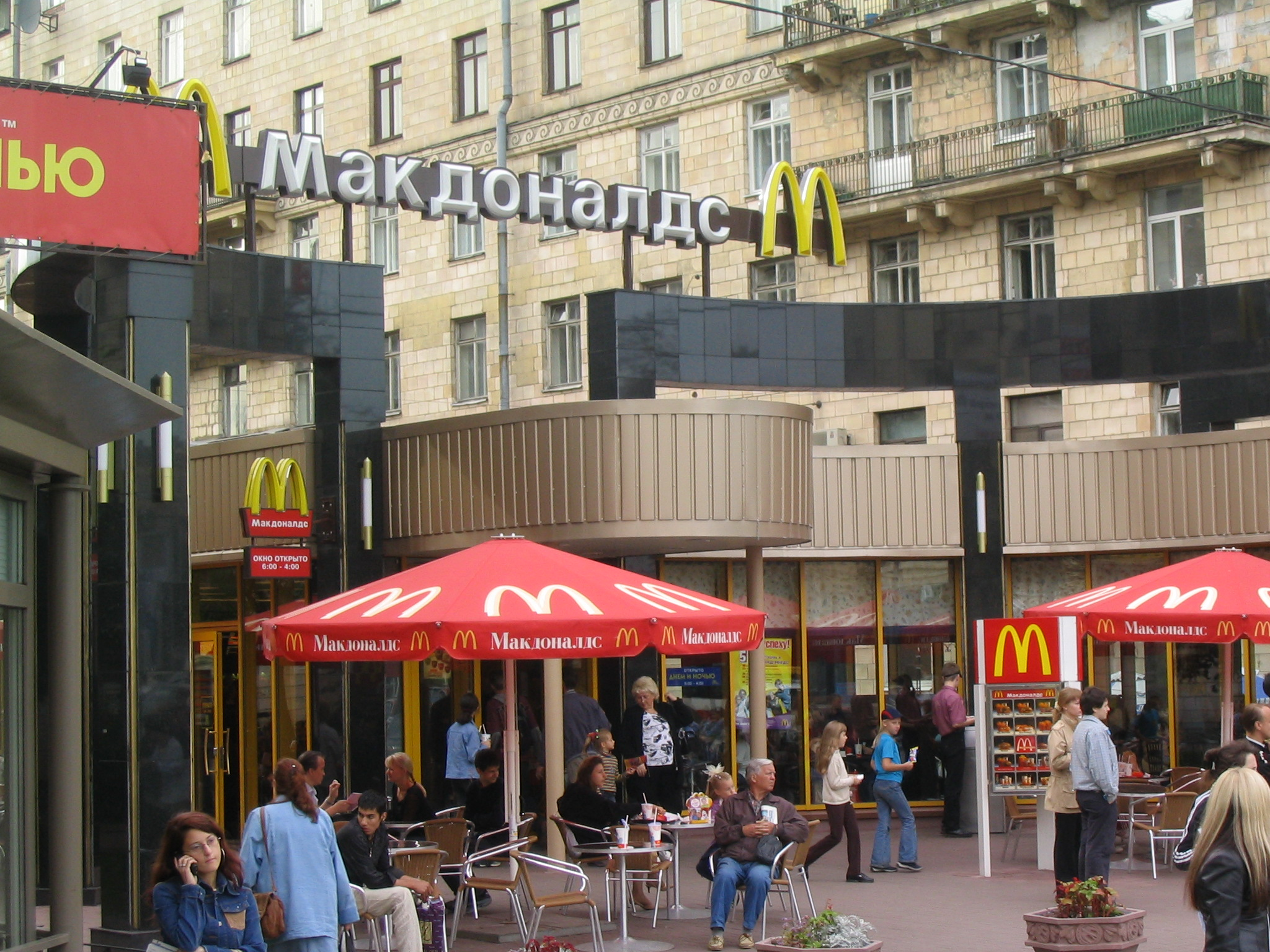
McDonald’s w Sankt Petersburgu (2004)

W 1988 roku dyrektor generalny sieci McDonald’s w Kanadzie George Cohon podpisał porozumienie z władzami Moskwy, co pozwoliło sieci McDonald’s na działalność w ZSRR. 31 stycznia 1990 roku miało miejsce oficjalne otwarcie pierwszej restauracji w kraju; 51% jej udziałów należało do władz radzieckich. Szacowano, że tego dnia kolejka miała długość pół kilometra i stało w niej ponad 38 tys. osób. Pierwszy lokal miał do 900 miejsc wewnątrz budynku, a latem na zewnątrz budynków było dostępnych kolejnych 200. Gdy średnia pensja obywatela ZSRR wynosiła 150 rubli, zwykły hamburger kosztował 1,5 rubla, a Big Mac 3,75 rubla.

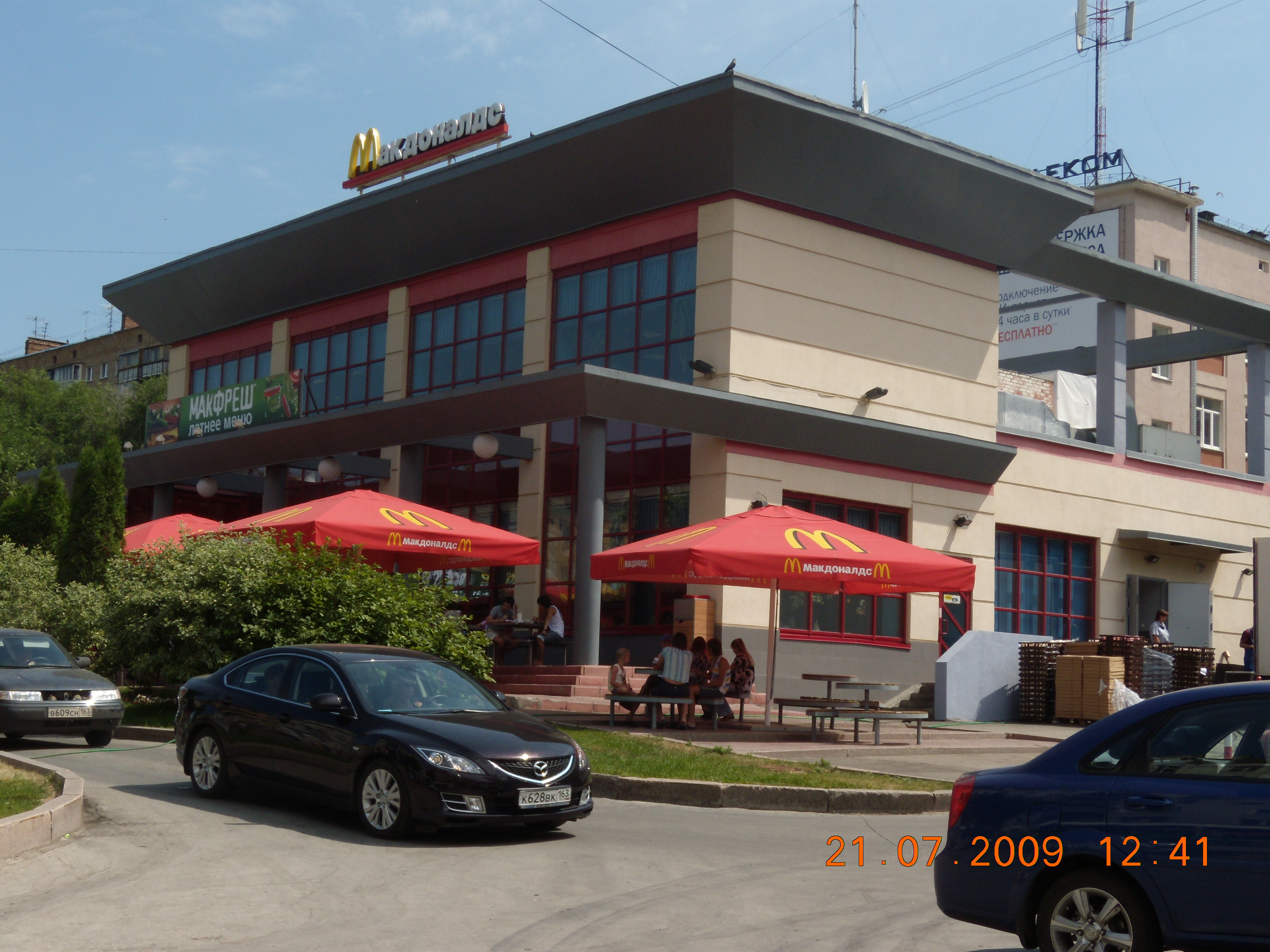
McDonald’s w Samarze (2009)

Jeszcze przed otworzeniem pierwszej restauracji McDonald’s w ZSRR, sieć wystawiła ogłoszenie rekrutacyjne w dzienniku Moskowskij komsomolec; o pracę ubiegało się ponad 27 tys. osób, jednak zatrudniono 630. Pierwszym dyrektorem generalnym radzieckiego, następnie rosyjskiego McDonald’s został Chazmat Chasbułatow. W 1989 roku uruchomiono zakład do produkcji bułek i kotletów do burgerów w podmoskiewskim Sołncewie; inwestycja kosztowała 50 mln USD.

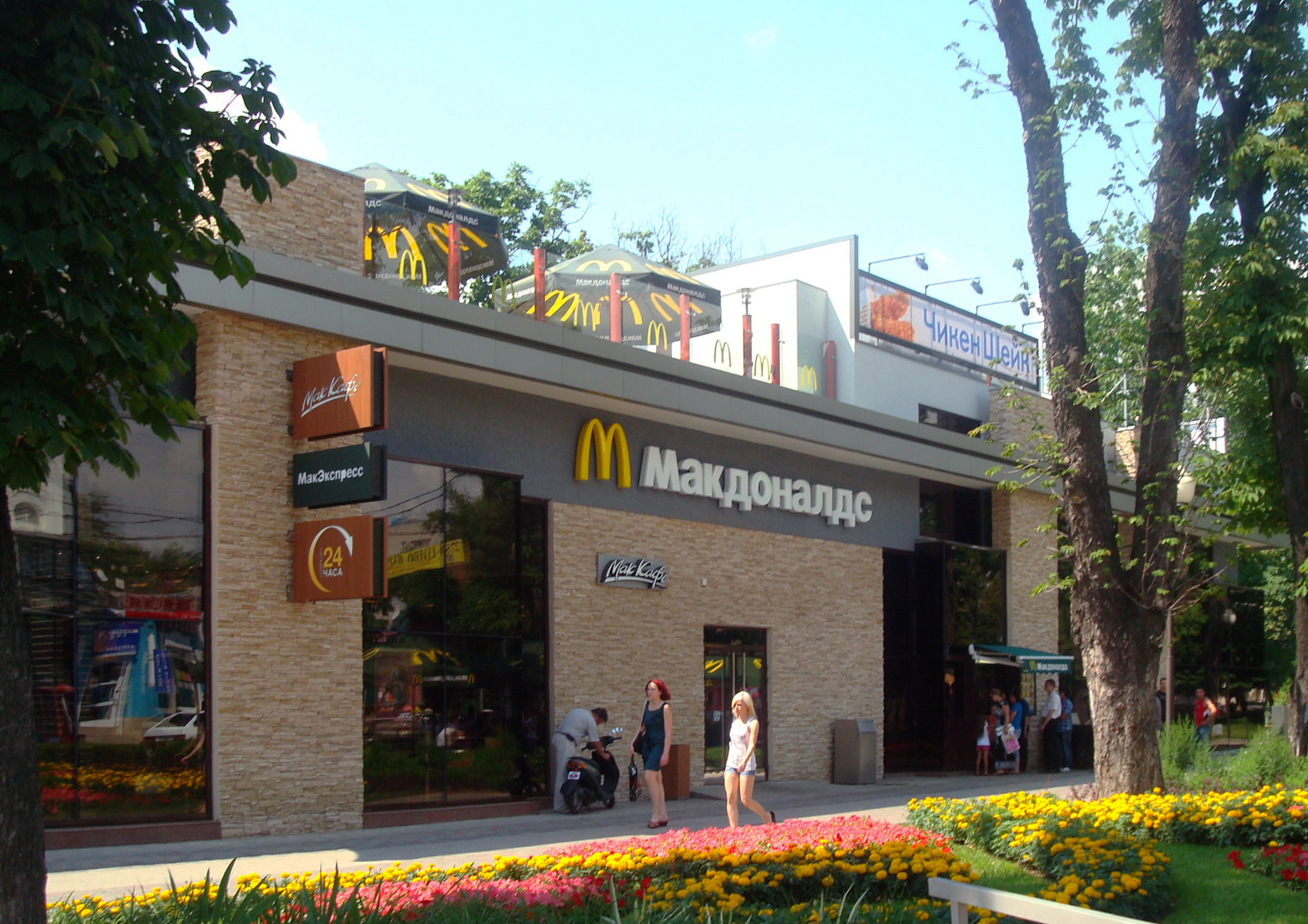
McDonald’s w Krasnodarze (2011)

W 1993 roku otworzono dwie następne restauracje McDonald’s w Rosji; na moskiewskich ulicach kolejno Stary Arbat oraz na Gorkiego (obecnie ul. Twerskaja). W 1996 roku otworzono pierwszą restaurację McDonald’s w Sankt Petersburgu. W tym roku wprowadzono w Rosji usługę McDrive, która umożliwia składanie i odbieranie zamówień z samochodu. Do 1997 roku Cohon odwiedził Rosję 8 razy, a sieć miała 21 lokali; następnego roku otworzono trzydziesty lokal. 16 lutego 2008 roku otworzono lokal w Tiumeniu. W 2009 roku w Rosji działało 218 placówek sieci McDonald’s, które obsługiwały ponad 600 tys. klientów dziennie, w tym samym roku przychód sieci przekroczył 33 miliardy rubli. W 2010 roku w Rosji działało 245 restauracji sieci McDonald’s, które zatrudniały łącznie ponad 33 tys. osób i obsługiwały ponad milion klientów dziennie. We wrześniu tegoż roku McDonald’s pozwał Federalną Służbę Podatkową z powodu wymagania zbyt wysokiej stawki podatkowej; firma udowodniła, że zajmuje się sprzedażą produktów spożywczych. W następnym roku Federalny Sąd Arbitrażowy Obwodu Moskiewskiego stwierdził, że firma sprzedaje produkty nabiałowe i mięsne, oznajmując tym samym, że McDonald’s pełni funkcję sklepu. Ostatecznie stawka podatkowa została obniżona.

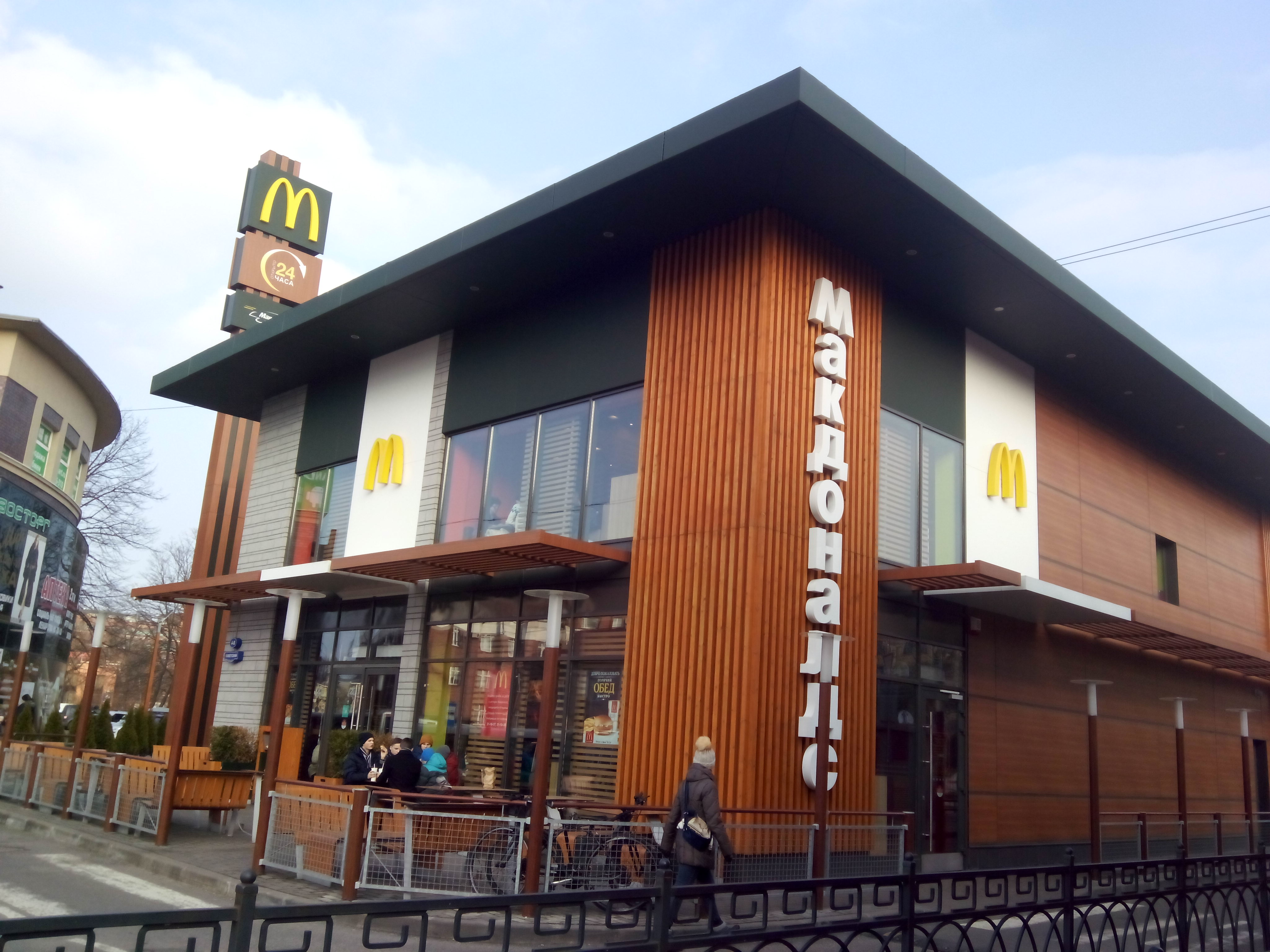
McDonald’s w Królewcu (2016)

W 2011 roku McDonald’s liczył 314 lokali, z czego 37 otworzono tego roku; nowe restauracje znalazły się m.in. w Briańsku, Iżewsku, Orle i Sarańsku. Od 2012 działający w Jefriemowie koncern spożywcy Cargill rozpoczął dostarczanie do lokali sieci McDonald’s produktów drobiowych. Zmodernizowano również 12 restauracji, a następnego roku kolejnych 17. W latach 2013–2017 przeprowadzono plan modernizacji systemów obsługi i produkcji z wykorzystaniem nowych technologii informatycznych; plan ten miał na celu również ułatwić klientom składanie zamówień online.
W 2014 roku w Rosji działało ponad 380 lokali w 112 miastach, z czego 73 otworzono w tymże roku; dały one 6 tysięcy nowych miejsc pracy, ponadto dokonano modernizacji 8 działających placówek, a w 170 z nich wymieniono wyposażenie. Dane inwestycje kosztowały łącznie ponad 6 miliardów rubli. McDonald’s otworzył lokale w miastach Archangielsk, Domodiedowo, Gelendżyk, Możajsk, Nowokujbyszewsk, Nowosybirsk, Omsk, Pawłowskij Posad, Pokrow, Stary Oskoł, Stawropol i Wołogda. Pod koniec sierpnia Rospotriebnadzor, z powodu naruszenia norm sanitarno-epidemiologicznych, tymczasowo zamknął lokal na Placu Puszkina w Moskwie. Lokal ten wznowił działalność 19 listopada tegoż roku.

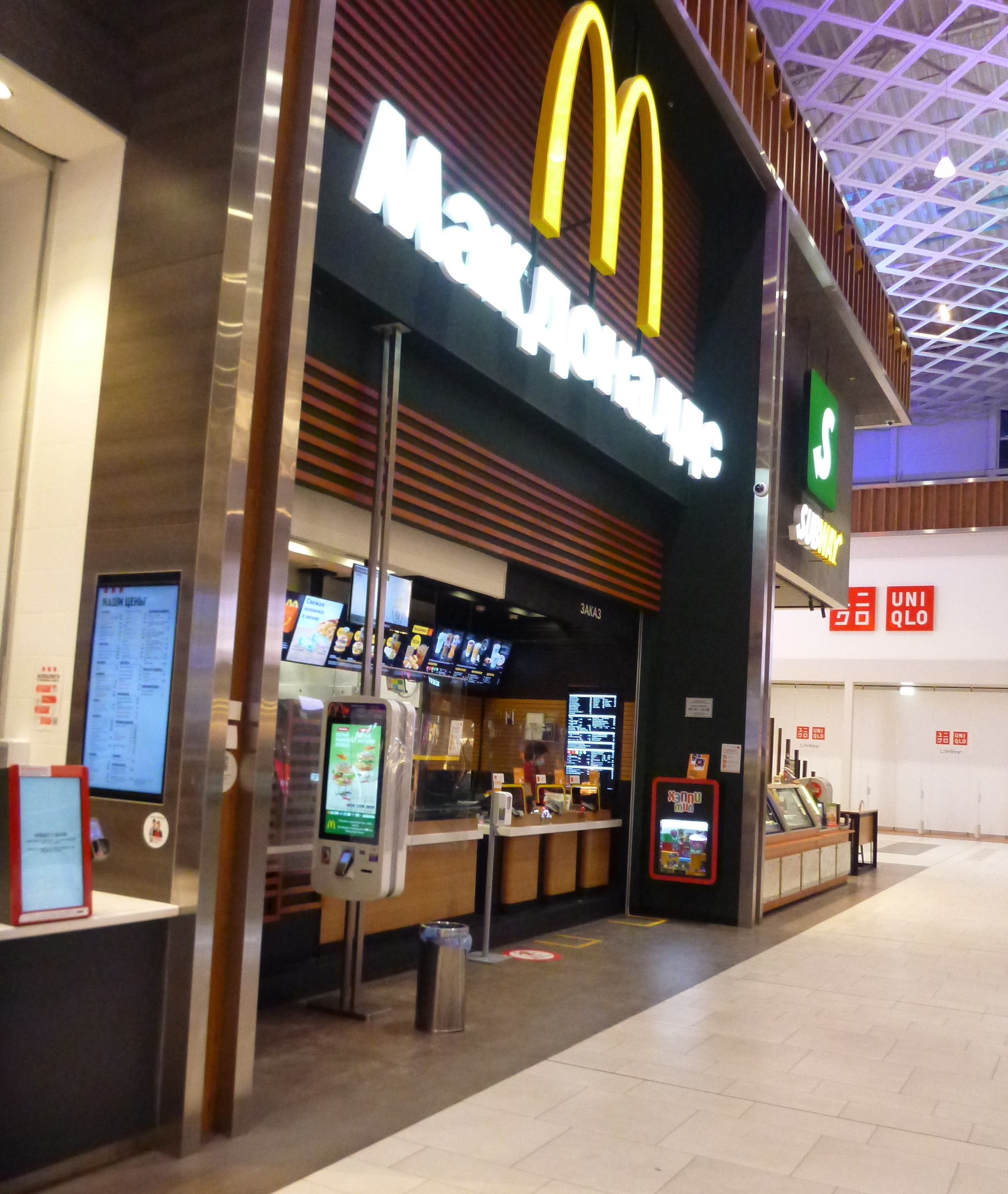
McDonald’s w Jekaterynburgu (2022)

W lutym 2015 w Rosji działało 488 restauracji sieci McDonald’s; planowano w tym roku otworzenie kolejnych 50 restauracji, co zapewniłoby utworzenie około 7 tys. nowych miejsc pracy. Pół roku później liczba lokali sieci McDonald’s wynosiła 517. W związku ze zmianą przepisów prawnych sieć wprowadziła w tym samym roku wymóg identyfikacji użytkownika za pomocą podania numeru telefonu w celu uzyskania dostępu do Wi-Fi. W latach 1990–2015 firma McDonald’s wykonała w Rosji ponad 3 miliardów zamówień, z czego 160 mln w lokalu znajdującym się na moskiewskim placu Puszkina.
W 2016 roku umożliwiono składanie zamówień za pomocą aplikacji mobilnej Uber Eats. W 2017 roku otworzono 41 nowych lokali oraz umożliwiono dostarczanie zamówienia przez pracownika McDonald’s do stolika. Łączna liczba lokali sieci McDonald’s w Rosji wyniosła  631. W 2018 roku zmieniono zestaw Happy Meal, z którego składu usunięto cheeseburgera i mleko czekoladowe; powodem zmiany było wprowadzenie nowych przepisów prawnych mających na celu ograniczyć spożycie tłuszczu i cukru u dzieci. Od początku działalności sieci McDonald’s, wykonano 5 mld zamówień, a z usług sieci korzysta 1,5 mln osób dziennie. 31 stycznia 2020 roku, z okazji 30. rocznicy działalności sieci McDonald’s na terenie Rosji, restauracje sprzedawały produkty w cenach sprzed 30 lat. Sieć miała wówczas ponad 700 restauracji w całym państwie, a 98% dostaw towarów do firmy pochodziła z lokalnych rynków. W tym roku przychody sieci McDonald’s wynosiły ok. 114,05 mld rubli. Od kwietnia do września zawieszona była działalność powstałej w 2018 roku firmy Biełaja Dacza, która była odpowiedzialna za dostawę frytek.
8 marca 2022 roku, z powodu rosyjskiej inwazji na Ukrainę, CEO sieci McDonald’s Chris Kempczinski ogłosił zawieszenie działalności wszystkich lokali sieci w Rosji, zapewniając wypłatę dla 62 tys. pracowników sieci oraz kontynuację działalności Fundacji Ronalda McDonalda. 16 maja tego samego roku McDonald’s ostatecznie wycofał się z rosyjskiego rynku, sieć zachowała jednak znak towarowy w Rosji oraz zastrzegła sobie prawo do powrotu na rosyjski rynek do 2037 roku. Kempczinski ogłosił również tymczasowe zawieszenie działalności 108 restauracji na Ukrainie w celu zapewnienia bezpieczeństwa ukraińskim pracownikom. Wszystkie działające w Rosji restauracje sieci McDonald’s zostały sprzedane przedsiębiorcy Aleksandrowi Goworowi, który zapewnił, że franczyzobiorcy będą mogli pracować pod nową marką.
Po ostatecznym wycofaniu się sieci restauracji McDonald’s z Rosji zgłoszono nazwy nowej marki mającej kontynuować działalność sieci McDonald’s; były to m.in. Tot samyj (ros. Тот самый). W czerwcu 2022 opublikowano logotyp nowego przedsiębiorstwa, które rozpoczęło działalność 12 czerwca 2022 roku pod nazwą Wkusno i toczka (ros. Вкусно – и точка). Nowa sieć w dniu otwarcia obsługiwała 15 placówek. Na czerwiec 2022 zaplanowano otworzenie 50 nowych placówek, a następnie od 50 do 100 tygodniowo do momentu osiągnięcia liczby 850 lokali. Wkusno i toczka nie posiada w swojej ofercie takich dań swojego poprzednika, jak Big Mac i McFlurry. Większość dań serwowanych wcześniej przez McDonald’s jest dostępna pod zmienionymi nazwami i bez przedrostka Mc.

## Inwestycje
Od 2001 roku działał specjalny ośrodek szkoleniowy Hamburger University, który szkolił rosyjskojęzycznych studentów i przyznawał im stypendia; w 2014 roku na ten cel przeznaczono ponad 40 mln rubli.

## Działalność charytatywna
W latach 1990–2015 McDonald’s przekazał łącznie ponad 460 milionów rubli na cele charytatywne. Dzięki fundacji Ronald McDonald House zrealizowano następujące projekty:
- centrum sportowo-rekreacyjne w Moskwie dla niepełnosprawnych dzieci, założone w 1996 roku[47],
- plac zabaw w Soczi przystosowany dla niepełnosprawnych dzieci,
- pokoje rodzinne w szpitalach w ośmiu rosyjskich miastach, przeznaczone dla rodzin, których dzieci przechodzą długotrwałe leczenie,
- hotel w Kazaniu przeznaczony dla rodziców, których dzieci przechodzą długotrwałe leczenie w szpitalu w tym mieście[48].

Od 2002 roku organizowano McHappy Day – akcję charytatywną, w myśl której część dochodów ze sprzedaży frytek przekazywano Fundacji Ronalda McDonalda. W 2016 roku przekazano Fundacja Ronalda McDonalda otrzymała około 80 mln rubli.

## Działalność sportowa
Od 2002 roku przedsiębiorstwo organizowało turnieje piłki nożnej dla dzieci oraz turnieje hokejowe McDonald’s Golden Puck; w latach 2013–2014 w tym wydarzeniu wzięło udział 500 drużyn.
Przedsiębiorstwo było oficjalnym sponsorem Euro 2012, FIFA 2014 oraz igrzysk olimpijskich w Soczi (2014), Rio de Janeiro (2016) i Pjongczangu (2018).

## Nagrody
9 lutego 2022 roku Top Employers Institute nadał sieci McDonald’s certyfikat potwierdzający spełnianie wysokich standardów warunków pracy w Rosji.